# Club Everton
El Club Everton de La Plata es un club de fútbol ubicado en la ciudad de La Plata, en la provincia de Buenos Aires, Argentina, fundado el 9 de abril de 1905. En 2024 participa de la nueva categoría de la AFA, el Torneo Promocional Amateur la quinta división del futbol argentino en lo que hasta 2023 era la Primera D. 
Logra su primera estrella y ascenso histórico al Torneo Argentino B 2013-2014 tras vencer a Tres Algarrobos con un resultado global igualado y tras los tiros desde el punto de penal, el Decano Platense finalmente logró el tan ansiado ascenso a la próxima edición del Torneo Argentino B 2013-2014, hecho histórico tanto para el club como para la Liga Amateur Platense.
Históricamente ha jugado varios torneos nacionales como el Torneo Argentino C, el Torneo Argentino B, y las nuevas ediciones como el Torneo Federal B y el Torneo Federal C, la Copa Argentina de Fútbol y el Torneo Regional Federal Amateur. A nivel regional forma parte de la Liga Amateur Platense de fútbol, siendo el primer campeón y uno de los clubes más ganadores de dicha competición.

## Historia
La historia del Club Everton comenzó el 9 de abril del año 1905, cuando un grupo de jóvenes decidieron fundar en la ciudad de La Plata el Club Atlético 25 de Mayo. Su sede estaba ubicada en la calle 16 N.º 1244 casi esquina 58, en una propiedad de José Benito Vallejo. Los integrantes de la primera Comisión Directiva fueron: Sabino Guardia (Presidente) y los titulares Sebastián Scianca, Fernando Vanzallota, Francisco Olivetto, Juan C. Conti, Pastor Domingo, Emilio Castagnero, Alberto Balbona, Pedro Sánchez, Andares Martinazzi, José A. Vallejo, Carlos A. Vallejo y José B. Vallejo.
Entre los años 1905 y 1912 el club se dedicó íntegramente al fútbol, siendo el primer campeón de la Liga Amateur Platense de Fútbol en 1913 bajo el nombre de Everton Platense. El equipo inició una serie de encuentros amistosos, además de participar de ligas independientes. La gran mayoría de esos encuentros se disputaban en campos de juegos improvisados. En el año 1909 llegaron al puerto de Buenos Aires dos equipos de fútbol de Inglaterra. Aquellas instituciones eran Everton y el Tottenham Hotspur, que llegaron a la Argentina para jugar amistosos con el mítico Alumni Athletic Club de los hermanos Brown.
El primer cambio de sede fue en 1925. La sede social pasó a una propiedad de José Ángel Vallejo (uno de los titulares por aquel entonces) ubicada en la calle 14 N.º 1432 entre 61 y 62. En 1936, los dirigentes del club alquilaron un inmueble en la calle 14 N.º 1528 entre 63 y 64 con el fin de instalar la secretaría y un pequeño bar.
En la actualidad el Club Everton cuenta una variedad importante de actividades para realizar. En la planta alta de la sede, se encuentran Taekwondo, Crossfit, Funcional, Yoga, Pilates, clases de Tango y un Gimnasio para pesas. Mientras que en la planta baja está la Biblioteca, el Salón Comedor, la cancha de paleta y frontón, el buffet, la escuela de patín y un amplio lugar en el que se desarrollan las actividades de destreza y gimnasia artística. Sin embargo, el fútbol junto al taekwondo y hockey femenino son los más elegidos en la institución.
La actual comisión directiva de Everton cumple sus funciones desde el año 2000. Por aquel entonces el presidente era Marcelo Mazzacane, actual presidente de la Liga Amateur Platense de fútbol. A principios de la década el club estaba pasando una situación crítica en lo económico, la cual pudieron sobreseer gracias a la realización de distintas actividades como bingos, rifas y bailes, además del aporte de algunos socios. En el 2005 el club consiguió la adquisición del campo de deportes, año del centenario de la institución. El predio, ubicado y 7 y 629, cuenta con cuatro hectáreas y media, cedidas por la legislatura bonaerense.
Tras el nombramiento de Marcelo Mazzacane como presidente de la liga, un histórico del club como Gonzalo Uranga se hizo cargo del club. luego de unos años lo sucede Marcelo Fortes su actual presidente, en su mandato con su flamante comisión directiva se empezaron hacer obras, cancha de hockey de césped sintético. Además, en la cancha de fútbol se han hecho distintas obras en los vestuarios, alambrados y en la iluminación, donde se han colocado cuatro columnas para poder disputar el Torneo del Interior del año 2011. En el Predio “Pachi Funes” el club cuenta con el campo de fútbol 11 oficial. Seis canchas de 11 para entrenamientos, dos oficiales a 2 de julio de 2023. Tres canchas de 7 para fútbol infantil y femenino. Una cancha de jockey de césped sintético. Gimnasio. Salón-Bar y parrillas. Estacionamiento.
En relación con el aspecto económico, Everton se mantiene gracias a la cuota societaria del club. La institución cuenta con aproximadamente más de 1000 socios, de los cuales una gran mayoría son deportistas del club que aportan una matrícula por la actividad que realizan. Por otra parte, cada disciplina se autofinancia, lo que genera los recursos necesarios para poder mantener su funcionamiento. Por último, la biblioteca que tiene la institución en su sede social es subvencionada por el Estado y por la Nación para la compra de libros.En su mandato, el presidente instaló el hockey, que hace de sus veces de local en el campo de deportes de la entidad con su flamante cancha de hockey de césped sintético. Además, en la cancha de fútbol se han hecho distintas obras en los vestuarios, alambrados y en la iluminación, donde se han colocado cuatro columnas para poder disputar el Torneo del Interior del año 2011. En el Predio “Pachi Funes” el club cuenta con el campo de fútbol 11 oficial. Tres canchas de 11 para entrenamientos, una oficial. Tres canchas de 7 para fútbol infantil y femenino. Una cancha de jockey de césped sintético. Gimnasio. Sala de kinesiología. Salón-Bar y parrillas. Estacionamiento. 
En relación con el aspecto económico, Everton se mantiene gracias a la cuota societaria del club. La institución cuenta con aproximadamente más de 1000 socios, de los cuales una gran mayoría son deportistas del club que aportan una matrícula por la actividad que realizan. Por otra parte, cada disciplina se autofinancia, lo que genera los recursos necesarios para poder mantener su funcionamiento. Por último, la biblioteca que tiene la institución en su sede social es subvencionada por el Estado y por la Nación para la compra de libros.
En 2013, luego de tres participaciones en el Torneo del Interior, consiguió finalmente la última plaza de ascenso de la Zona 6 del Torneo del Interior al Torneo Argentino B al lograr una verdadera hazaña frente a Tres Algarrobos.  El Decano logró empatar el partido en la última pelota tras ir perdiendo por un gol definiendo el resultado global en 3-3 (el partido en La Plata fue empate a dos y el último en Tres Algarrobos empate a uno) y mediante la definición desde el punto del penal a favor de Everton por 4-2 consiguió el histórico ascenso al Torneo Federal B 2014. 
En su primer campeonato en el Torneo Argentino B logró mantener la categoría en la séptima posición. Jugó la Copa Argentina , llegó a la ronda 2 de tras vencer a Náutico Hacoaj por penales 5-4 en la primera ronda. Y luego fue vencido por Sports de Salto 4-2 por Penales.
En su segunda temporada la 2014 quedó en la quinta posición, a un punto de la zona de clasificación para la próxima fase. Ese año también jugó la Copa Argentina , llegó a la ronda 2 de tras vencer a Ferrocarril Las Flores por 1-0 en la primera ronda. Y luego fue vencido por Racing de Olavarria 2-1 con polémico arbitraje.
Para la temporada 2015, en una zona de 12 equipos, quedó séptimo a cuatro puntos de la zona de clasificación.
En la temporada 2016 gana la Copa de Campeones de la Liga Amateur Platense de fútbol frente a Estrella de Berisso. 
Luego participaría del Complementario quedando en la tercera colocación y a un punto de avanzar a la siguiente fase.
En su quinta temporada en el Federal B, Everton tuvo un mal campeonato y al finalizar último el mismo terminaría descendiendo en diciembre.
En solo 5 meses, el 30 de abril de 2018 vuelve a ganar el Federal C logrando su segundo ascenso y estrella en su escudo. Everton superó la fase de grupos como puntero de la Zona 13 que disputó junto a Atlético Chascomús, SC Magdalena y Estrella de Berisso. En segunda fase se enfrentó a Atlético Chascomús nuevamente, rival al que venció mediante penales por 3-1 luego de haber empatado ambos partidos (1-1 en Chascomús y 0-0 en Barrio Aeropuerto). En tercera fase eliminaría, en lo que es un clásico de la liga, a Nueva Alianza una vez más por penales 3-2 luego de ganar por 1 a 0 como visitante y después haber perdido por el mismo marcador en condición de local. En la Final, Everton terminaría consagrándose campeón venciendo a Fernando Cáceres F.C con un global de 3-0 (ganando la ida por 1-0 y definiendo la serie 2-0 como local) regresando así nuevamente a la cuarta división del fútbol argentino en su nuevo formato para 2019.
En el 2019, en una zona de 4 equipos, quedó primero avanzando por primera vez en su historia a clasificar para jugar el Federal A. Sin embargo, no pudo pasar a la siguiente fase.
En la temporada 2020 gana la Segunda Copa de Campeones de la Liga Amateur Platense de fútbol frente a A.D.I.P. en el Estadio De Gimnasia y Esgrima La Plata.
Recientemente Everton se consagró nuevamente campeón de la Copa de Campeones de la L.A.P.F. venciendo por 2-0 al Centro Fomento Los Hornos, final disputada en el estadio de Asociación Coronel Brandsen. De esta manera el conjunto Decano alcanza su tercera copa y se convierte en el máximo ganador de esta competición.

## Camiseta
La tradicional camiseta del conjunto Decano es azul y amarilla a bastones verticales, pantalón y medias azules que pueden o no contar con detalles amarillos.

## Futbolistas

### Jugadores con pasado en Everton
Otros jugadores históricos del club son:
| - Rubén Bedogni |  | - Andrés Berizovsky - Matías Reali - Matias Vargas |  | - Rubén Agüero - Juan Ramón Fernández |  | - Gustavo Giustozzi |  | - Adolfo Bielli |

## Actualidad
El 25 de febrero de 2021 Marcelo Fortes, presidente del club Decano en aquel entonces dejó en claro ante los medios de tanto el Diario El Día de La Plata como así también de Cielosports (radio y portal de noticias deportivas de la ciudad) que va a presentar una carpeta oficial en AFA en los primeros días de marzo dando a conocer los motivos por los cuales plantea que Everton deba jugar el próximo campeonato en la última categoría de los clubes directamente afiliados a la misma. 
Según palabras del propio expresidente del club sostuvo que “Me parece que es el momento de que todos sepan que Everton aspira a cosas importantes. Tenemos instalaciones suficientes para pegar el gran salto. Queremos ingresar a la Primera D, porque considero que estamos a la altura de muchos clubes argentinos”. En diciembre de 2023 el club confirmó en redes sociales que Everton participará del nuevo Torneo Promocional Amateur lo que hasta 2023 era la vieja Primera D. 
Resta confirmar si Everton junto a los clubes que participan de esta nueva categoría pasarán a ser afiliados directamente a AFA o no.

## Datos del club
Temporadas en Cuarta División: 10
- Torneo Argentino B: 4 (1997-98 - 1999-00, 2013-14)
- Torneo Federal B: 4 (2014, 2015, Complementario 2016, 2017)
- Torneo Regional Federal Amateur: 2 (2019, 2023-24)

Temporadas en Quinta División: 6
- Torneo del Interior: 4 (2010-2013)
- Torneo Federal C: 1 (2018)
- Torneo Promocional Amateur: 1 (2024)

## Palmarés
Liga Amateur Platense (12): 1913, 1917, 1936, 1942, 1943, 1947, 1995, 1998, Apertura 2010, Clausura 2010, Clausura 2011 y Apertura 2014 (Invicto)
Copa de Campeones de la Liga Amateur Platense de fútbol (3): 2016, 2020, 2021
Torneo del Interior (2): 2013, 2018

## Redes sociales
- Facebook
- Instagram
- Instagram (inferiores)
- X (Twitter)

- Datos: Q16491074
- Multimedia: Club Everton / Q16491074